# Tell en-Naṣbe

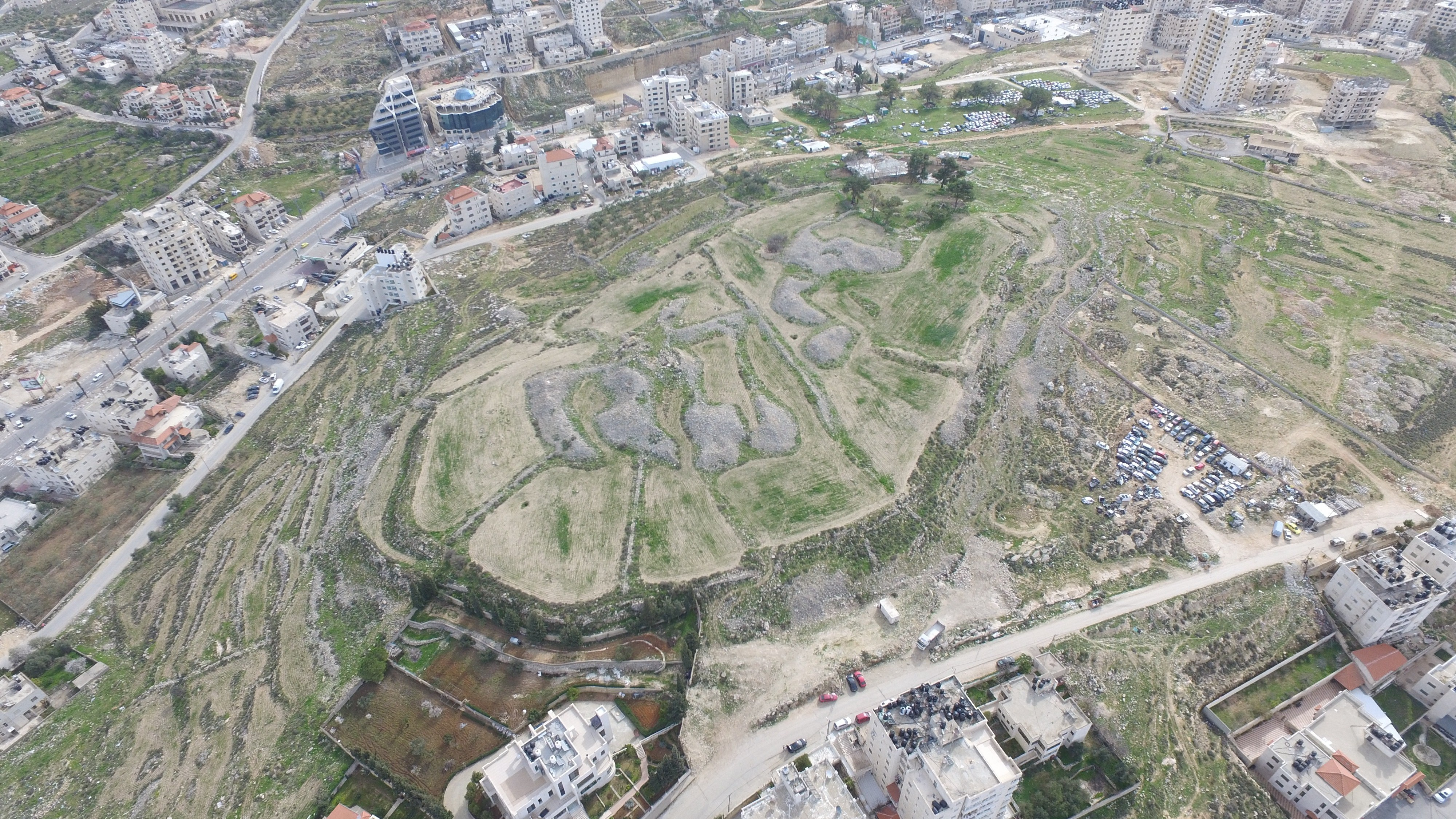
Tell en-Naṣbe (2018)

Tell en-Naṣbe (arabisch تل النصبة, DMG Tall an-Naṣba, hebräisch תל א-נצבא) ist eine archäologische Stätte im israelisch besetzten Westjordanland. Das Gelände gehört zum Gouvernement Ramallah und al-Bira der Palästinensischen Autonomiebehörde. Die südlichen Vororte Ramallahs grenzen an den Tell, einzelne Häuser befinden sich bereits auf einer antiken Nekropole.
Bestimmend für die Forschungsgeschichte war die Identifikation mit dem in der Hebräischen Bibel genannten Ort Mizpa.

## Name und Lage
Der Siedlungshügel liegt unmittelbar südlich der Großstadt Ramallah und etwa 12 km nördlich der Jerusalemer Altstadt auf einem Kalkstein-Grat aus dem Cenoman. Die nach allen Seiten steil abfallenden Hänge der Hochfläche grenzten die Siedlung auf natürliche Weise ab. Ihre Fläche beträgt ohne die umgebenden Friedhöfe 3,2 Hektar, davon liegen 2,4 Hektar innerhalb der Befestigung. 1,7 Hektar der Fläche innerhalb der Befestigung waren bebaut.
Der Tell befindet sich im Westjordanland (Zone C) knapp nördlich der Stadtgrenze von Jerusalem. Zeitweise befand sich direkt östlich des Tell ein israelischer Checkpoint, der den Verkehr auf der Straße Jerusalem–Ramallah kontrollierte.

## Forschungsgeschichte

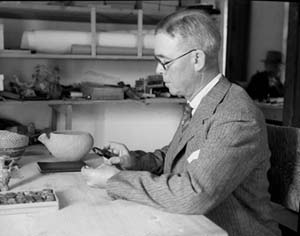
William F. Badè untersucht das auf dem Tell en-Naṣbe gefundene Siegel des Jaasanja (1930er Jahre)

Die Identifikation des biblischen Orts Mizpa in Benjamin (hebräisch מִצְפָּה Miṣpāh) mit dem Tell en-Naṣbe wurde erstmals 1897 von Pierre Auguste Raboisson vorgeschlagen. Ein weiterer Kandidat für diesen biblischen Ort war die benachbarte archäologische Stätte Deir an-Nabi Samwīl. Andererseits wurde erwogen, dass es sich bei Tell en-Naṣbe um einen der biblischen Orte Beerot, Gibeon oder Atarot-Addar handeln könne. Diese Forschungsdiskussion ist weitgehend zugunsten der Gleichsetzung von Tell en-Naṣbe (Stratum 3) mit Mizpa entschieden.
Unter Leitung von William F. Badè fanden in der Britischen Mandatszeit 1926, 1927, 1929, 1932 und 1935 umfangreiche, jeweils rund dreimonatige Ausgrabungen auf dem Tell en-Naṣbe statt, die zwei Drittel der archäologischen Stätte freilegten, und zwar oft bis auf den gewachsenen Fels. Anschließend wurde alles wieder zugeschüttet, damit das Areal landwirtschaftlich genutzt werden konnte. Nur ein Segment der Stadtmauer blieb freigelegt und ist seitdem vor Ort zu besichtigen.
Badé starb 1936, die Great Depression und der Zweite Weltkrieg verzögerten die Publikation der Grabungsergebnisse. 1947 erschien der zweibändige Abschlussbericht, herausgegeben von Chester Carlton McCown und Joseph Carson Wampler. Dietrich von Bothmer behandelte die auf dem Tell gefundene griechische (überwiegend attische) Keramik.
1950 veröffentlichte Kathleen Kenyon eine grundsätzliche Kritik an der Arbeitsweise Badès: „Man dachte, dass ein Professor für Altes Testament und Semitische Sprachen als solcher die Kompetenz habe, eine groß angelegte Ausgrabung in Palästina zu leiten. … [Badè] war sich der Bedeutung einer exakten und vollständigen Dokumentation aller Befunde bewusst. Aber ohne Verständnis für eine Stratigraphie im heutigen Sinn ist das wertlos. … Alle Körbe wurden nummeriert, gezählt, sortiert und verkartet, aber die Ausgrabung verlief offenbar so, dass man sich in einem Locus von oben nach unten durcharbeitete … Überflüssig zu sagen, dass es [infolgedessen] keine Möglichkeit gibt, irgendeine Struktur verlässlich zu datieren, nur ein Abwägen von Wahrscheinlichkeiten.“
Eine Neubewertung der Befunde legte Jeffrey R. Zorn 1993 vor. Methodisch geht Zorn von den als historisch zuverlässig betrachteten biblischen Berichten und der Gleichsetzung von Tell en-Naṣbe mit Mizpa aus:
- Stratum 5: 3300–3050, Frühbronzezeit I
- Stratum 4: 1200–1000, Eisenzeit I = Vorstaatliche Zeit Israels
- Stratum 3: 1000–586, Eisenzeit II = Davidisch-salomonisches Großreich und Südreich Juda bis zur Eroberung Jerusalems durch die Neubabylonier
- Stratum 2: 586–400 = Neubabylonische und persische Zeit
- Stratum 1: ab 280, Hellenistische Zeit und später

Heikel ist vor allem die Periodengrenze 1000 v. Chr. Sie entspricht einer von Yohanan Aharoni und Ruth Amiran 1958 vorgeschlagenen Periodisierung, die den Beginn des Davidisch-salomonischen Großreichs als Zäsur versteht, mit der sich das Keramikrepertoire deutlich verändert habe. Die Hypothese dieses Großreichs wird von vielen Fachleuten nicht mehr oder nur stark modifiziert vertreten. Mit seiner Vorgehensweise erhält Zorn „eine detaillierte und aussagekräftige relative Chronologie, deren absolute Einordnung aber angesichts des biblischen Hintergrunds problematisch bleiben muß.“

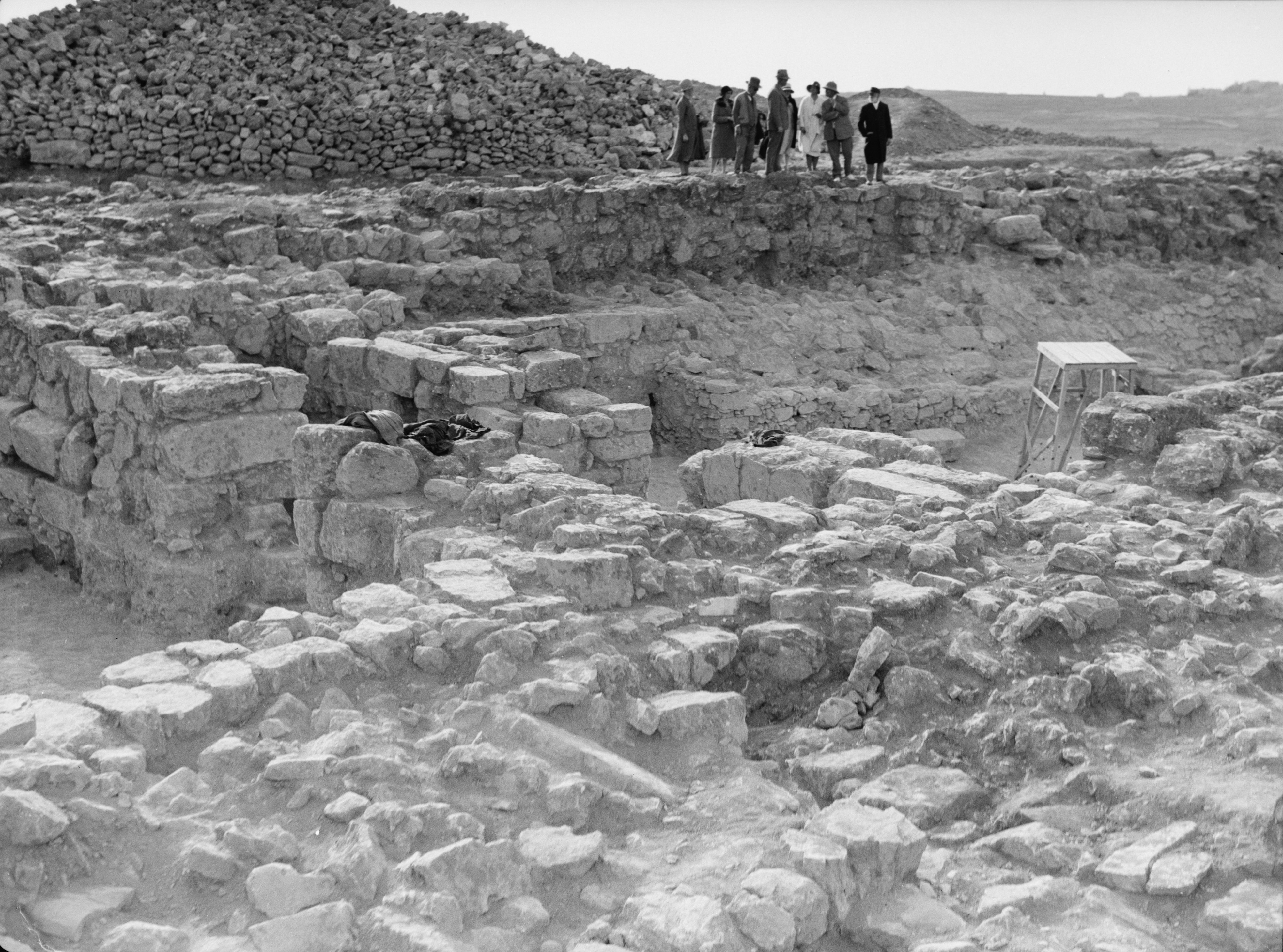
Eisenzeitliche Toranlage (1932)

Sie ermöglichte es ihm, Stratum 3 eine Toranlage zuzuweisen, die aus einem inneren Vierkammertor und einem äußeren Zweikammertor besteht, und die Bebauung in Stratum 2, als der Ort ein neubabylonisches Verwaltungszentrum war, genauer zu erfassen. Bodè hatte das Vierkammertor an der Ostseite als „früheres Tor“ und das Zweikammertor im Nordosten als (eigentliches) „Stadttor“ bezeichnet. Die Beziehung beider Toranlagen zueinander und zu der massiven Mauer mit Vor- und Rücksprüngen (offset-inset wall), welche die Siedlung umschloss, blieb unklar. Topographische Gegebenheiten einerseits, die Erfordernisse der Stadtverteidigung andererseits hatten, so Zorn, diese ungewöhnliche Lösung einer kombinierten Toranlage zur Folge.
Die zahlreichen Wohngebäude aus Stratum 3 machen Tell en-Naṣbe zu einem interessanten Kandidaten für Haushaltsarchäologie, doch der Übergang von Stratum 3 zu Stratum 2 geschah auf eine geordnete Weise, bei der die Häuser leergeräumt, eingeebnet und überbaut wurden. Daher fehlen Kleinfunde wie zum Beispiel Webgewichte.
Zwar handelt es sich bei Tell en-Naṣbe in Stratum 3 um einen Ort von untergeordneter Bedeutung (weder königlich-kultisches Zentrum noch Verwaltungszentrum), doch gab es überregionale Kontakte. Die Einzelfunde aus Stratum 3 und Stratum 2 zeigen, dass Handelsbeziehungen ins Ostjordanland bestanden (ammonitische Keramik, Halbedelstein-Perlen aus Arabien) wie auch über Phönizien nach Westen (attische Keramik).
Badès Team untersuchte 71 Grabanlagen in den Nekropolen am Fuß des Tell. Mehr als 40 davon hatten Merkmale der römischen oder byzantinischen Zeit. Grab 19 ist eine Anlage aus byzantinischer Zeit mit drei Arkosolien. Hier wurde das Stempelsiegel des Jaasanja (Eisenzeit II) gefunden; anscheinend war es Privatbesitz eines Byzantiners und wurde ihm bei der Beisetzung ins Grab gelegt. Da aus römischer und byzantinischer Zeit nur wenige Befunde auf dem Tell en-Naṣbe dokumentiert sind, hatte sich die Siedlung wohl rund 500 m westlich nach Khirbet Shuweika verlagert.

## Präsentation der Funde

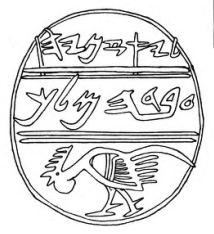
Stempelsiegel des Jaasanja mit dem Motiv eines Kampfhahns

Entsprechend den Regelungen für Grabungen im britischen Mandatsgebiet Palästina wurden die Funde aus Tell en-Naṣbe zwischen dem Ausgräber und dem Department of Antiquities aufgeteilt. Badè versandte seinen Anteil an den Funden an die Pacific School of Religion im kalifornischen Berkeley. Diese rund 5800 Artefakte bilden den Kern der Sammlung des dortigen Badè-Museums. Die andere Hälfte der Funde beherbergt das Rockefeller Museum in Ostjerusalem. Der bekannteste Einzelfund, das Onyx-Stempelsiegel des Jaasanja (7./6. Jahrhundert v. Chr.), wird im Israel-Museum der Öffentlichkeit präsentiert.

### Grabungsberichte
- William Frederic Badè: The Seal of Jaazaniah. In: Zeitschrift für die Alttestamentliche Wissenschaft 51 (1933), S. 150–156.
- William Frederic Badè: New Discoveries at Tell en-Nasbeh. In: Paul Volz, Friedrich Stummer, Johannes Hempel (Hrsg.): Werden und Wesen des Alten Testaments (= Beihefte zur Zeitschrift für die Alttestamentliche Wissenschaft. Band 66). Töpelmann, Berlin 1936, S. 30–36.
- Dietrich von Bothmer: Greek Pottery from Tell en-Nasbeh. In: Bulletin of the American Schools of Oriental Research 83 (1941), S. 25–30.
- Chester Carlton McCown (Hrsg.): Tell en-Naṣbeh excavated under the dir. of the late William Frederic Badè, Band 1: Archaeological and Historical Results. Palestine Institute of Pacific School of Religion and American Schools of Oriental Research, Berkeley/New Haven 1947. (Download)
- Joseph Carson Wampler (Hrsg.): Tell en-Naṣbeh excavated under the dir. of the late William Frederic Badè, Band 2: The Pottery. Palestine Institute of Pacific School of Religion and American Schools of Oriental Research, Berkeley/New Haven 1947. (Download)

### Sammelbände, Monographien, Artikel
- Walter Ameling: XXXVIII. Masepha (Mizpeh, mod. Tell en-Nasbeh) nos. 2740–2741. In: Corpus Inscriptionum Iudaeae/Palaestinae Band IV 2: Iudaea/Idumaea, De Gruyter, Berlin/Boston 2018, ISBN 978-3-11-054364-3.
- Aaron J. Brody: Interregional Interaction in the Late Iron Age: Phoenician and Other Foreign Goods from Tell en-Nasbeh. In: John R. Spencer, Robert A. Mullins, Aaron J. Brody (Hrsg.): Material Culture Matters. Essays on the Archaeology of the Southern Levant in Honor of Seymour Gitin. Eisenbrauns, Winona Lake 2014, S. 53–68.
- Jeffrey R. Zorn, Aaron J. Brody (Hrsg.): “As for me, I will dwell at Mizpah …”: The Tell en-Naṣbeh Excavations after 85 Years. Gorgias Press, Piscataway 2014, ISBN 	978-1-4632-0416-7.
- Jeffrey R. Zorn: An Inner and Outer Gate Complex at Tell en-Nasbeh. In: Bulletin of ASOR 307 (1997), S. 53–66.
- Uta Zwingenberger: Dorfkultur der frühen Eisenzeit in Mittelpalästina (= Orbis Biblicus et Orientalis. Band 180). Vandenhoeck & Ruprecht, Göttingen 2001. (Download)